# Parlamento de Vanuatu
El Parlamento de Vanuatu (Inglés: Vanuatu Parliament, Francés: Parlement de Vanuatu) es el órgano unicameral que ostenta el poder legislativo de Vanuatu.
Fue establecido por el capítulo 4 de la Constitución de Vanuatu de 1980, tras la independencia de Vanuatu de Francia y el Reino Unido.
El funcionamiento del Parlamento se deriva del británico sistema de Westminster, e incluye el principio de supremacía parlamentaria, dentro de los límites de la Constitución. El Presidente, como figura decorativa, no puede vetar la legislación parlamentaria, a menos que considere que puede ser contraria a la Constitución, en cuyo caso puede remitirla al Tribunal Supremo, y vetarla solo si el Tribunal Supremo lo declara contrario a la Constitución. El parlamento está compuesto por cincuenta y dos miembros, elegidos directamente por ciudadanos de distritos electorales de varios miembros por un período de cuatro años.
El Parlamento elige al Primer Ministro de Vanuatu de entre sus miembros. Los miembros del Parlamento son también, junto con los presidentes de los consejos regionales, miembros del colegio electoral que elige al presidente, por un período de cinco años.